# Rada Artystyczno-Kulturalna w Bydgoszczy
Rada Artystyczno-Kulturalna w Bydgoszczy – organizacja kulturalna w Bydgoszczy, istniejąca w latach 1934–1939, integrująca miejscowe środowisko artystyczne.

## Historia
Radę powołano 4 grudnia 1934 r. Do jej powstania przyczynili się głównie: dyrektor Biblioteki Miejskiej Witold Bełza, publicysta i krytyk Jan Piechocki, pisarz i artysta plastyk Marian Turwid, dyrektor Teatru Miejskiego Władysław Stoma, publicysta Konrad Fiedler, wojskowi: Jan Nitecki, Andrzej Kulwieć, Kazimierz Południowski, a także Wincentyna Teska, publicysta i krytyk literacki Henryk Kuminek, prof. Włodzimierz Kulmatycki, Eugeniusz Wasilewski, Stanisław Lachowski, Kazimierz Orlicz i inni przedstawiciele miejscowej inteligencji. Siedzibą Rady była początkowo bydgoska Biblioteka Miejska, a następnie od 1935 roku – ówczesne Liceum Handlowe przy ul. Królowej Jadwigi 25.
Powstanie nowej placówki kulturalnej stanowiło przełom w życiu umysłowym Bydgoszczy. Rada skonsolidowała wysiłki miejscowej inteligencji humanistycznej, zmierzającej do nadania lokalnemu środowisku większej niż dotąd rangi kulturotwórczej oraz zamanifestowania obecności w regionie i kraju. Stała się animatorem wszelkich poczynań ruchu kulturalnego i koordynatorem jego działań.
Rada Artystyczno-Kulturalna organizowała odczyty oraz spotkania z pisarzami, kompozytorami i naukowcami, prowadziła wieczory dyskusyjne, eksponowała wystawy dzieł malarskich i rzeźby w salach Muzeum Miejskiego, aranżowała koncerty, przygotowywała uroczystości jubileuszowe i rocznicowe. Wypracowała również zwyczaj organizowania wieczorów dyskusyjnych nad comiesięcznym repertuarem Teatru Miejskiego, z udziałem dyrektora, reżyserów i aktorów oraz publiczności.
W 1935 r. powołano sekcję literacką, w 1937 r. – sekcję plastyczną i muzyczną, a w 1938 r. – sekcję radiową. Staraniem grupy artystycznej Rady powołano tzw. Salon Bydgoski, na którego terenie odbywały się wystawy różnych dziedzin sztuki. Dzięki jej inicjatywie w 1937 r. uruchomiono w Bydgoszczy podstudio Rozgłośni Pomorskiej Polskiego Radia. W styczniu 1937 r. zorganizowano sympozjum naukowe poświęcone Leonowi Wyczółkowskiemu, w marcu 1938 r. – Janowi Kasprowiczowi oraz Maksymilianowi Piotrowskiemu. Rozgłos ogólnopolski zdobyły niektóre publikacje członków RAK: „Krajobraz górski Sonetów krymskich” Jana Piechockiego (1934), „Region twórczy” Henryka Kuminka (1936), „Teka miast pomorskich” (grafika) Stanisława Brzęczkowskiego, czy też rozprawa „Typy dramatów Juliusza Słowackiego” Władysława Wana.
Członkowie Rady szczególną opieką otaczali młodych twórców, zwłaszcza poetów i prozaików. Nagrodami RAK uhonorowano m.in. takich twórców jak: Alfred Kowalkowski, Władysław Dunarowski, Bolesław Eckert, Janina Białonkówna, Bronisław Wróblewski, Marian Ługowski, Witold Rychter, Jan Olszewski.
Staraniem RAK w dniach 30 października – 14 listopada 1937 r. odbyła się w Bydgoszczy Ogólnopolska Wystawa Radiowa. Rok później członek zarządu RAK Alfons Rezler, przy poparciu Rady i współpracy członków sekcji muzycznej, zorganizował Miejską Orkiestrę Symfoniczną. 10 października 1938 r. z inicjatywy prezesa Kazimierza Południowskiego sekcję muzyczną RAK przekształcono w Towarzystwo Muzyczne w Bydgoszczy (reaktywacja po działalności w latach 20.) Jego prezesem wybrano Leonarda Piątkiewicza, a kierownikiem artystycznym Alfonsa Rezlera.

### Prezesi RAK
- 1934–1935 – Witold Bełza, dyrektor Biblioteki Miejskiej;
- 1935–1937 – Eugeniusz Wasilewski, dyrektor Liceum Handlowego Koedukacyjnego Izby Przemysłowo-Handlowej;
- 1937–1938 – Włodzimierz Kulmatycki, pracownik naukowy Państwowego Naukowego Instytutu Rolniczego;
- 1938–1939 – Kazimierz Południowski, major dyplomowany WP w stanie spoczynku, kierownik bydgoskiego oddziału Polskiej Agencji Telegraficznej.